# ANGPTL7
Ангиопоэтин-подобный белок 7 (англ. angiopoietin-related protein 7; ANGPTL7) — белок из семейства ангиопоэтин-подобных белков, продукт гена человека ANGPTL7.

## Структура
ANGPTL7 состоит из 346 аминокислот, молекулярная масса — 40,0 кДа. Содержит до 3 участков N-гликозилирования и до 2 дисульфидных связей.

## Тканевая специфичность
Экспрессирован исключительно и с высоким уровнем в роговице глаза и именно в стромальном слое. Повышенный уровень белка вызывает увеличение синтеза коллагена в роговице. Белок повышен при глаукоме. 